# データ定額
データ定額（データていがく）は、ソフトバンク（旧社名ワイモバイル、ウィルコム）・ウィルコム沖縄がPHSサービスにおいて提供していたキャップ制のパケット定額制である。

## 概要
- 2005年11月25日開始。

ウィルコム定額プラン専用のパケット定額オプションである。
料金は下限額1,000円、上限額3,620円のいわゆる二段階定額。中間の従量部分のパケット単価は0.01円/1pkt。
※外部接続等の場合は上限額が6,000円になる(後記)。
- 旧ウィルコムのAIR-EDGE PHONE端末向けの割引サービスのひとつである。

4x通信をサポートする音声端末向けで、当初、WX310K・WX310SAが対応端末として投入された。
本オプション付加により、音声通話定額制とパケット定額制を同時に実現できる。
- 2010年12月31日(既存利用者による追加も2011年2月28日で)契約受付終了。

### リアルインターネットプラスとの違い
リアルインターネットプラスでは、通信量にかかわらず定額料金とされたが、本オプションは、
- 通信量に応じてオプション料金に下限額と上限額を設定し、その間を従量制とする3段階の課金体系。

※auのダブル定額などと同じような方式
- 4x方式に対応し、最大通信速度は128kbps(W-OAMは204kbps)。

※リアルインターネットプラスは1x/2x方式までの対応。
である。

### 外部接続利用時の料金計算の特則
- 次のような利用形態の場合、「外部接続」と呼ばれ、上限額が6000円となる。
  - AIR-EDGE PHONE端末にPCやPDAを接続した場合。いわゆるテザリング。
  - 端末単体での利用であっても、AIR-EDGE PHONEセンター以外のISP接続を利用した場合。

- 外部接続と端末単体でのAIR-EDGE PHONEセンター経由のアクセスの利用が混在している場合には、上限額は6,000円。

但し、端末単体でのパケット量が360,000pkt超であっても、360,000pktで打ち切り、外部接続利用分のパケット量を合算して料金を計算(請求上限は6,000円)する。